# Lucrezia Fabretti
Lucrezia Fabretti (5 novembre 2001) è una nuotatrice italiana, che detiene il record mondiale nella prova dei 100 metri trasporto manichino con pinne.

## Carriera
È stata l'unica atleta di nuoto per salvamento nella storia a vincere un campionato italiano assoluto mentre ancora gareggiava nella categoria Ragazzi. È primatista italiana anche nei 100 metri percorso misto e nei 200 metri super lifesaver.
A livello giovanile si è laureata campionessa europea in molteplici specialità sia nel 2017 a Bruges sia nel 2019 a Limerick. Nel 2018 viene convocata per il campionato mondiale giovanile di Adelaide, in Australia, dove sale sul gradino più alto del podio nei 100 metri trasporto manichino con pinne. 
Il 29 aprile 2022, a Milano, migliora il record mondiale assoluto dei 100 metri trasporto manichino con pinne che già le apparteneva, portandolo a 49"30. Nel 2022, ai campionati mondiali assoluti di Riccione, vince la medaglia d’oro nei 100 metri trasporto manichino con pinne, la medaglia d’argento nei 200 metri ostacoli e la medaglia di bronzo nei 200 metri super lifesaver. Nella stessa manifestazione vince il titolo mondiale nella staffetta 4x50 metri mista, l'argento nella 4x50 metri misti mista e il bronzo nella staffetta 4x25 metri trasporto manichino. 
Ad aprile 2024 entra a far parte del Gruppo sportivo della Marina Militare, ed il mese successivo conquista cinque medaglie d'oro ai mondiali militari. Ai mondiali svoltisi in Australia a settembre sale sul gradino più alto del podio nei 100 metri trasporto manichino con pinne, riesce a conquistare il bronzo nei 200 metri con ostacoli e nei 100 metri percorso misto. In staffetta vince l'oro nella 4x50 m lifesaver mixed, l'argento nella 4x50 m ostacoli e nella 4x50 m mista ed il bronzo nella 4x25 m trasporto manichino. 
Ha conquistato due ori e tre bronzi ai Giochi mondiali tra il 2022 e il 2025.

## Palmarès
- World Games

Birmingham 2022: bronzo nella 4x50m ostacoli e nella 4x50m mista.
Chengdu 2025: oro nei 100m trasporto manichino con pinne e nei 200m super lifesaver, bronzo nella 4x25m trasporto manichino.